# Dibulla
Dibulla è un comune della Colombia del dipartimento di La Guajira.
Il centro abitato venne fondato da Rodrigo de Bastida nel 1525, mentre l'istituzione del comune è del 5 dicembre 1995.